# Liste von Militärs/Q
- Quantrill, William Clark (1837–1865), berüchtigter Partisanenführer im amerikanischen Sezessionskrieg
- von Quast, Ferdinand (1850–1939), General der Infanterie
- Quintus Sertorius (123–72 v. Chr.), römischer Staatsmann und General, ermordet